# Ільчук Порфирій Автономович
 Порфирій Автономович Ільчук  — проповідник, місіонер і один з засновників п'ятидесятницького руху в Україні колишнього СРСР.
Він був відомим релігійним лідером, проповідником та одним з засновників П'ятидесятницького Руху в Україні, особливо на заході країни, що була частиною Радянського Союзу. Він був одним з перших, хто започаткував та поширив п'ятидесятництво в Україні.

## Раннє життя та еміграція
Порфірій народився в 1883 році в селі Биківці, Тернопільська область. У той час ця частина України перебувала під владою Австро-Угорщини. Служив в царської армії від 1904 року до 1908 року. Тоді він, як і багато інших співвітчизників, був приваблений перспективами у Сполучених Штатах, тому в квітні 1913 року, незадовго до початку Першої світової війни, він вирушив у подорож до Сполучених Штатів разом з двома близькими друзями, спонуканий бажанням забезпечити свої родини та знайти краще життя за кордоном. Їхній шлях привів їх на береги Америки.
Під час перебування в США у лютому 1918 року, Порфирій зустрів Данила Романюка, який ознайомив його з християнством. У травні 1918 року Порфирій прийняв Ісуса Христа і почав проповідувати щасливу звістку своїм друзям, врешті-решт ставши членом місцевої церкви Асамблеї Бога. Він вважав цю духовну трансформацію найбільшим скарбом, який здобув за кордоном.
Протягом семи років перебування в Америці Порфирій, супроводжуючи друзів Йосипа Антонюка та Трофіма Нагорного, регулярно відвідував щотижневі служіння в церкві п'ятидесятників Асамблеї Бога. Ця церква належала російському відділенню Асамблеї Бога під керівництвом Івана Воронаєва та Івана Геріса.

## Освіта та повернення в Україну
Незважаючи на привабливість Американської мрії, Порфирій відчув сильне зобов'язання і обов'язок повернутися на батьківщину в Україну, щоб прийняти своє нове покликання служителя і поширювати Євангеліє. Підтримуваний місцевими пасторами та патронатом Вільгельма Фетлера, він вступив на богословські курси в Російський Біблійський Інститут Богослов'я в Філадельфії, штат Пенсильванія, занурившись у вивчення християнської доктрини та Писання.
Саме в цей час, у 1919 році, Порфирій вперше зустрів Густава Шмідта, Івана Геріса та Івана Воронаєва. Іван Воронайєв подальшим чином заклав основи для формування Українського Союзу П'ятидесятницьких Церков, відкриваючи шлях для нової ери релігійної свободи та вираження в регіоні. Воронаєв вже розпочав евангелізацію перед своїм прибуттям в Україну, але саме в Одесі його місійні зусилля в Україні вперше отримали форму.
У 1920 році Порфирій Ільчук разом із своїми земляками Йосипом Антонюком та Трофімом Нагорним повернувся в Україну після семирічного відсутності. Їх палке прагнення поширення віри привело їх до активної евангелізації у своїх рідних містах та сусідніх містах, що врешті-решт призвело до заснування безлічі церков, оскільки до них приєднувалося все більше людей з їхньої спільноти.
З 1 по 3 травня 1924 року у Кременці відбулася перша конференція Християн Святої П'ятидесятниці, на якій були присутні Іван Геріс, Порфирій Ільчук, Йосип Антонюк, Трофім Нагорний, Йосип Черський, Михайло Вербицький та багато інших старійшин і церковних лідерів на той час. Ця конференція мала велике значення; було прийнято устав церкви, визначено віровчення і встановлені правила церковного життя. На конференції обговорювалися та формалізувалися практичні діяльності Союзу П'ятидесятницьких Церков, а також визначалися доктринні переконання та основні принципи церкви. Питання військової служби було оголошено питанням совісті для кожного віруючого. К наприкінці конференції Йосип Черський і Порфирій Ільчук були рукоположені у сан священства, ставши одними з перших пресвітерів і єпископів братства п'ятидесятників в Україні на той момент.

## Останні роки життя
Протягом свого служіння в Україні Порфирій зіткнувся з переслідуваннями з боку влади і був неодноразово ув'язнений за свої переконання та проповідь Євангелія в Радянському Союзі.

## Особисте життя
З 1904 по 1908 рік він був призваний на службу в Російську Імператорську Арміюі служив в Центральній Азії, охороняючи південні кордони Російської Імперії.
Ільчук народився у 1883 році. Він був одружений з Марією Ільчук. Він помер 24 квітня 1956 року.